# 萊氏突吻鱈
萊氏突吻鱈，為輻鰭魚綱鱈形目鼠尾鱈科的其中一種，分布於南冰洋海域，體長可達60公分，屬深海底棲性魚類，深度2154-3931公尺，棲息在底層水域，生活習性不明。

## 扩展阅读
維基物種上的相關：萊氏突吻鱈